# 2. Nassauisches Infanterie-Regiment Nr. 88

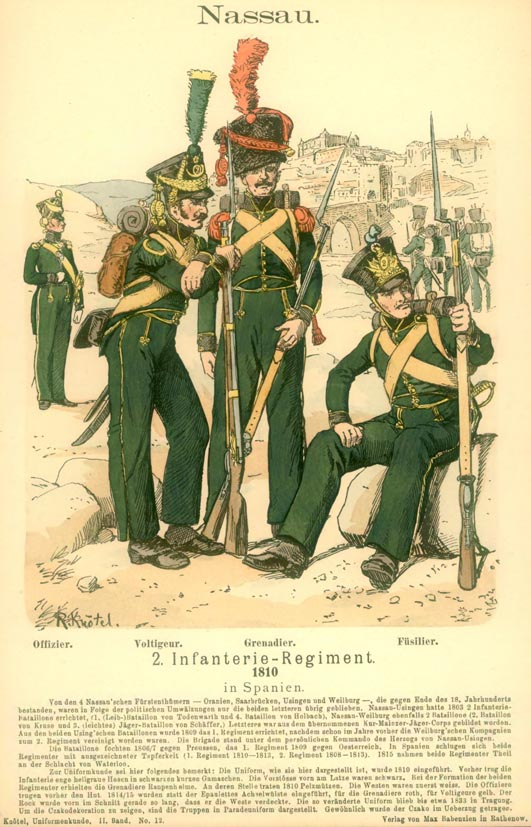
Nassauisches 2. Infanterie-Regiment. 1810 in Spanien

Das 2. Nassauische Infanterie-Regiment Nr. 88 war ein Infanterieverband der Preußischen Armee.

## Geschichte

### Nassauische Armee (bis 1866)
In der Nassauischen Armee führte der Verband die Bezeichnung 2. Infanterie-Regiment. Der Wunsch Napoleons nach mehr Soldaten hatte am 13. August 1808 zur Bildung des Regimentes aus dem 2. nassauischen Bataillon (Jägerbataillon) und dem 3. nassauischen Bataillon (leichtes Jägerbataillon) geführt. Jedes Bataillon bestand danach aus je einer Grenadier-, vier Füsilier- und einer Voltigeurkompanie. Grundlage der Dienstgradabzeichen und Ausbildung war das österreichische Reglement. 1809 führte man französische Vorschriften und Dienstgradabzeichen ein.

#### Kommandeure

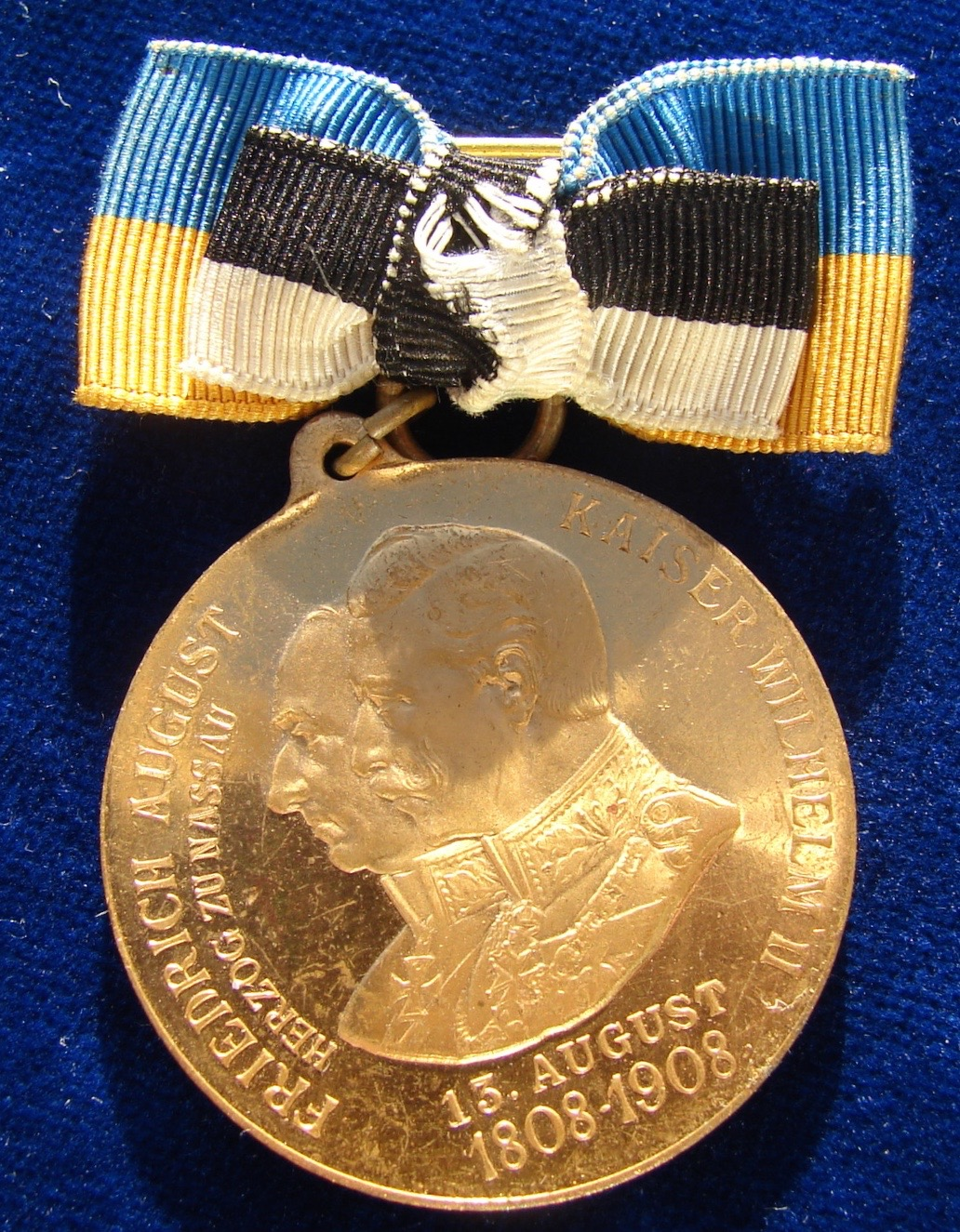
Medaille zur Hundertjahrfeier des 2. Nassauischen Infanterie-Regiments Nr. 88 am 13. August 1908 (Avers).
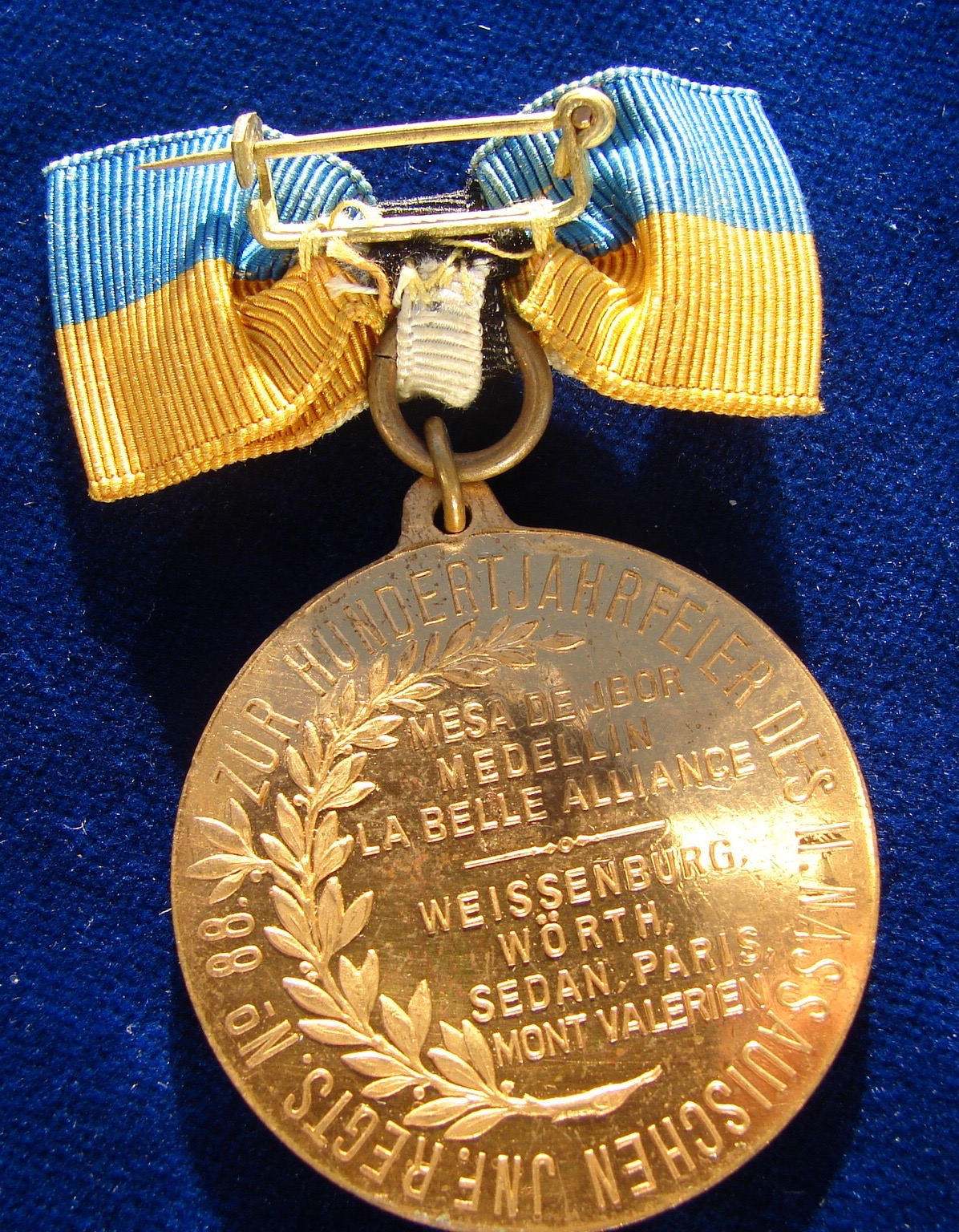
Revers der Medaille mit wichtigen Einsatzorten: Messa del Jbor Medellin Waterloo - Wissembourg, Woerth,  Sedan, Paris, Mont Valerien.

| 1808 Oberst August von Kruse 1814 Wilhelm von Goedecke 1817 Ferdinand von Hagen 1830 Adolf von Nauendorff 1840 Nikolaus Alefeld | 1848 Georg Gerau 1848 Friedrich von Reichenau 1855 Friedrich Weiz 1861 bis 1864 Bruno Neidhardt von Gneisenau 1865 Friedrich von Arnoldi |

#### Einsätze
- 1808/13: Aufstellung durch August von Kruse, Napoleonische Kriege auf der Iberischen Halbinsel. Hervorzuheben sind die Erstürmung der Hochebene bei Mesas de Ibor am 13. August 1808, die Teilnahme an der Schlacht von Medellín am 28. März 1809, sowie die Teilnahme an der Schlacht von Talavera am 27. und 28. Juli 1809. Nach dem Austritt Nassaus aus dem Rheinbund ging das Regiment am 10. Dezember 1813 zu den Briten über. Beim anschließenden Transport des Regiments nach Holland sanken zwei der Schiffe auf der Haaksbank vor der Insel Texel.[2]
- 1815: 18. Juni Befreiungskriege: In holländischen Diensten – Verteidigung von Schloss Hougoumont bei Belle Alliance[3]
- 1848/49: In Oberbaden an der Niederwerfung der badischen Revolution beteiligt.
- 1849: Im Schleswig-Holsteinischer Krieg (1848–1851) gegen die Dänen eingesetzt.
- 1866: Im Deutschen Krieg kämpfte das Regiment im Mainfeldzug auf der Seite der süddeutschen Armeen und Österreichs gegen Preußen.

### Preußische Armee (ab 1866)
Nach der Annexion Nassaus durch Preußen wurde die Nassauische Armee aufgelöst und das verbliebene Personal am 30. Oktober 1866 als Infanterie-Regiment Nr. 88 in die Preußische Armee übernommen.

### Standorte
- 1866 Luxemburg
- 1867 Fulda, Hersfeld
- 1871 Festung Mainz
- 1894–97 Diez

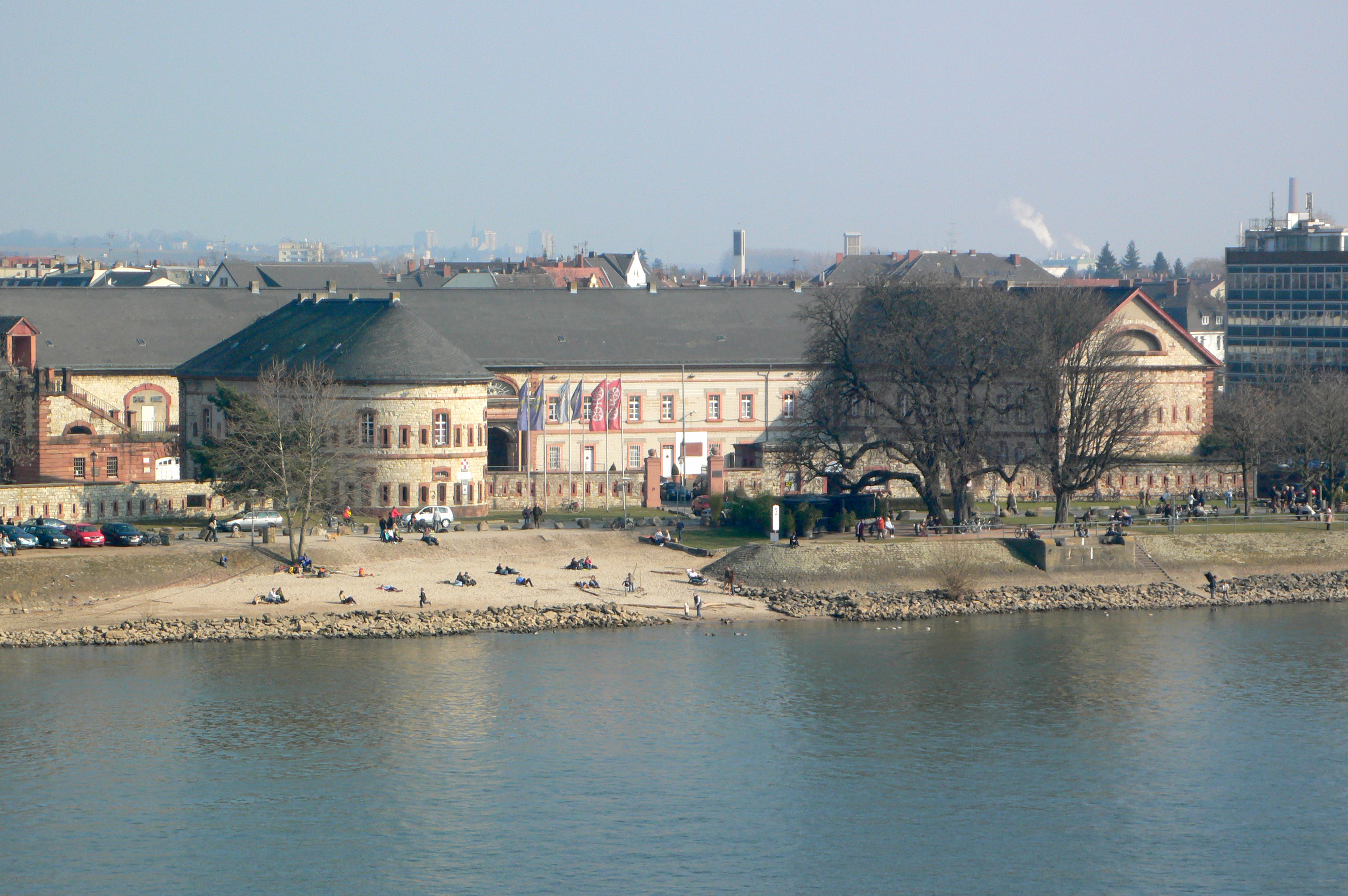
Das Reduit in Mainz-Kastel, in der das Regiment lag.

- 1914 Mainz-Oberstadt in der Elisabethen-Kaserne „An der Goldgrube“, Hanau (II. Bataillon) in der Infanterie-Kaserne am Paradeplatz

#### Verbandszugehörigkeit

##### 1914
- XVIII. Armee-Korps in Frankfurt am Main
  - 21. Division
    - 41. Infanterie-Brigade in Mainz

##### 1915–1918
- 56. Infanterie-Division
  - 112. Infanterie-Brigade

#### Deutsch-Französischer Krieg
Im Deutsch-Französischen Krieg 1870/71 nahm das Regiment an den Kämpfen bei Weißenburg (4. August), Wörth - Eroberung der ersten Mitrailleuse (6. August), Sedan (1. September), Mont Valerien (19. Januar 1871), sowie an der Belagerung von Paris (22. September 1870 bis 28. Januar 1871) teil.

#### Erster Weltkrieg
Im Ersten Weltkrieg wurde das Regiment 1914 bei der Marneschlacht eingesetzt. 1915 verlegte es die galizischen Ostfront, kehrte 1916 wieder an die Westfront zurück und nahm hier bis Kriegsende u. a. an den Schlachten um Verdun und an der Somme teil.

### Verbleib
Das Regiment marschierte nach dem Waffenstillstand von Compiègne in die Heimat zurück, wo es vom 26. bis 31. Dezember 1918 in Bad Orb demobilisiert und schließlich am 30. April 1919 aufgelöst wurde.
Die Tradition übernahm in der Reichswehr durch Erlass des Chefs der Heeresleitung General der Infanterie Hans von Seeckt vom 24. August 1921 die 15. Kompanie des 15. Infanterie-Regiments in Kassel.

### Regimentschef

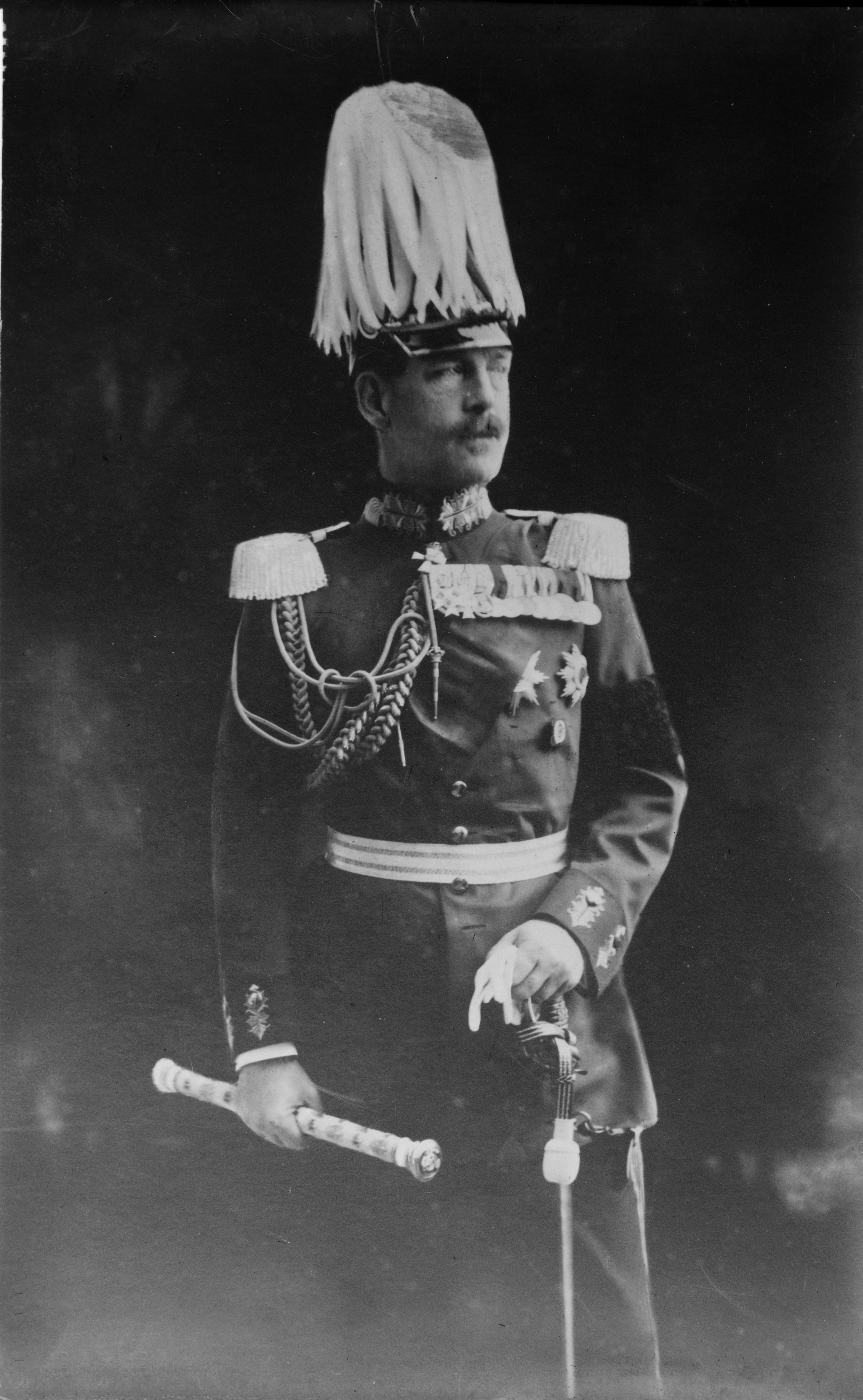
Konstantin I. von Griechenland in der Uniform eines preußischen Generalfeldmarschalls (1913)

Erster und einziger Regimentschef war seit 6. September 1913 der griechische König Konstantin I.

### Kommandeure
| Dienstgrad            | Name                    | Datum                                                           |
| --------------------- | ----------------------- | --------------------------------------------------------------- |
| Oberstleutnant/Oberst | Oskar Beyer von Karger  | 30. Oktober 1866 bis 9. März 1870                               |
| Oberst                | Richard Köhn von Jaski  | 10. März bis 6. August 1870                                     |
| Oberstleutnant        | Leopold Preuß           | 10. August 1870 bis 11. Juli 1873                               |
| Oberstleutnant/Oberst | Hugo von Below          | 12. Juli 1873 bis 13. Februar 1874 (mit der Führung beauftragt) |
| Oberst                | Hugo von Below          | 14. Februar 1874 bis 30. September 1876                         |
| Oberst                | Karl von Bötticher      | 01. Oktober 1876 bis 1. November 1882                           |
| Oberst                | Alexander von Hornhardt | 02. November 1882 bis 3. Februar 1888                           |
| Oberst                | Albert von Zingler      | 04. Februar 1887 bis 12. November 1888                          |
| Oberstleutnant        | Georg von Bosse         | 13. November bis 12. Dezember 1888 (mit der Führung beauftragt) |
| Oberst                | Georg von Bosse         | 13. Dezember 1888 bis 23. März 1890                             |
| Oberst                | Jacob Meckel            | 24. März 1890 bis 16. Mai 1892                                  |
| Oberst                | Anton Volk              | 17. Mai 1892 bis 17. Juni 1895                                  |
| Oberst                | Hans von Bonin          | 18. Juni 1895 bis 26. Januar 1899                               |
| Oberst                | Alfred von François     | 27. Januar 1899 bis 21. April 1902                              |
| Oberst                | August Mathy            | 22. April 1902 bis 9. April 1906                                |
| Oberst                | Roderich von Dewitz     | 10. April 1906 bis 21. März 1910                                |
| Oberst                | Karl Brosius            | 22. März 1910 bis 4. März 1913                                  |
| Oberst                | Hermann von Bassewitz   | 05. März 1913 bis 1. August 1914                                |
| Oberstleutnant        | Harry Puder             | 02. August bis 19. Oktober 1914                                 |
| Oberstleutnant        | Karl Brentano           | 20. Oktober 1914 bis 17. Februar 1915                           |
| Oberst                | Walter Rogge            | 18. Februar 1915 bis 7. Oktober 1918                            |
| Oberstleutnant        | Guischard               | 08. Oktober 1918 bis 1919                                       |

### Abtretungen
Durch das Gesetz zur Heeresvermehrung vom 28. Januar 1896 wurden 33 neue Infanterie-Regimenter aufgestellt. Diese sollten aus den IV. Bataillonen der alten Regimenter gebildet werden. Die neuen Regimenter wurden zunächst zu zwei Bataillonen aufgestellt. Ein Bataillon des Infanterie-Regiments Nr. 166 wurde u. a. aus dem IV. Bataillon des 1. Nassauischen Infanterie-Regiments Nr. 88 zusammengestellt.
Zur Aufstellung anderer Verbände mussten abgegeben werden:

- am 1. April 1881 - die 3. Kompanie an das Infanterie-Regiment Nr. 97
- am 1. Oktober 1887 - die 10. Kompanie an das Infanterie-Regiment Nr. 145
- am 1. Oktober 1912 - die 9. Kompanie an das Infanterie-Regiment Nr. 172

## Denkmäler

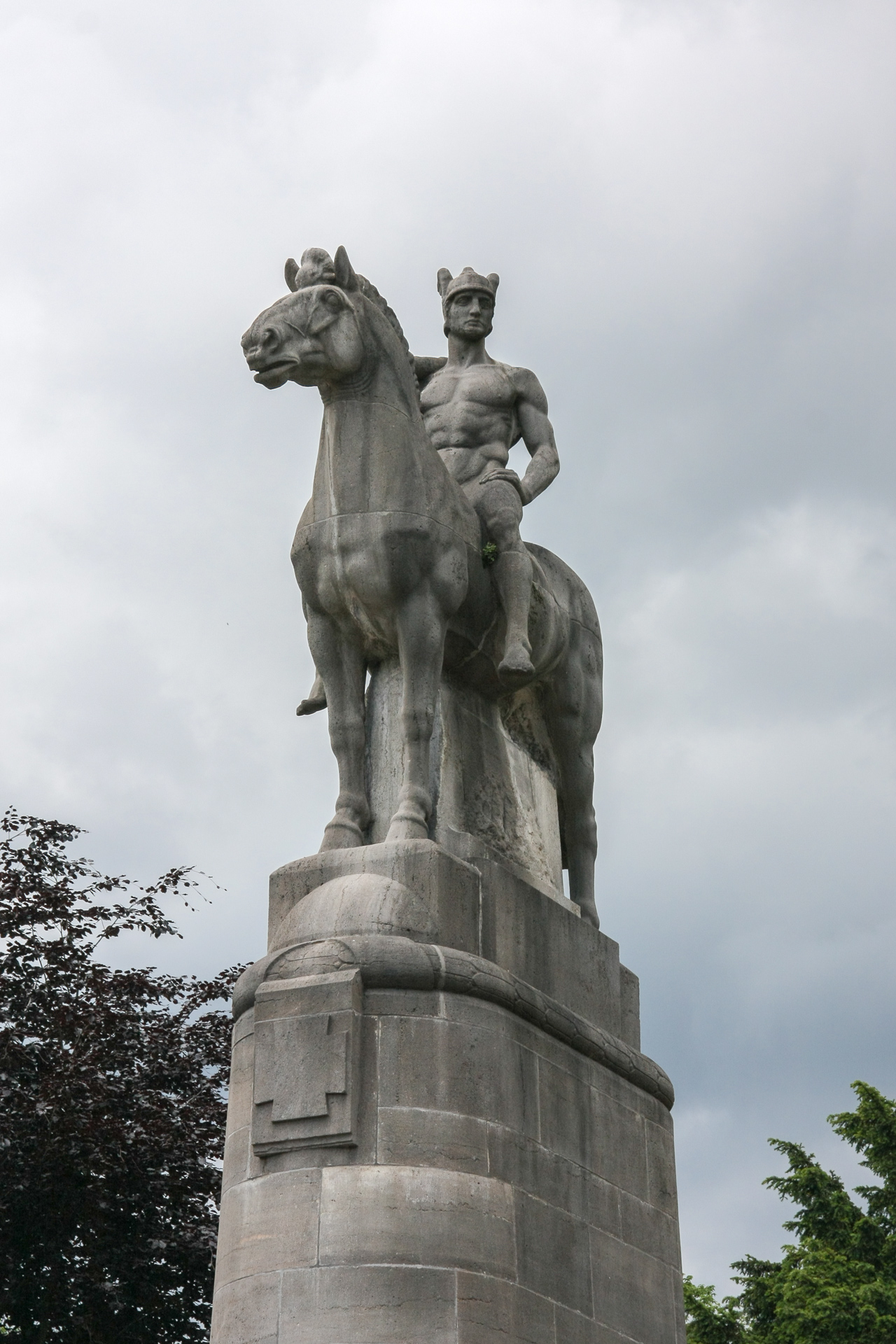
Kriegerdenkmal Nerotalanlagen Wiesbaden

In der Mainzer Denkmalzone „Grüngürtel-Promenade Römerwall/Drususwall“ wurde für die „88er“ ein Denkmal in Form eines einfachen Blocks aus Buntsandstein  errichtet. Über der Inschrift verweist ein „K“ mit Krone zwischen den Jahreszahlen 1808 und 1919 auf die Regimentsgeschichte und den Regimentschef König Konstantin I. von Griechenland.
In den Wiesbadener Nerotalanlagen erinnert ein Kriegerdenkmal an die im Deutsch-Französischen Krieg 1870/71 gefallenen Soldaten der Infanterie-Regimenter Nr. 87 und Nr. 88 und mahnt zum Frieden. Es starben während dieses Krieges 24 Offiziere, 35 Unteroffiziere und 364 Soldaten aus Hessen-Nassau. Das nach den Entwürfen des Berliner Architekten Karl Krause und des Bildhauers Franz Prietel erbaute Denkmal wurde im Mai 1909 eingeweiht.